# والتر شوتكي
والتر هانز شوتكي (بالألمانية: Walter Schottky)‏ هوَ عالم فيزياء ألماني ولد في 23 يوليو 1886 وتوفي في 4 مارس 1976. لعب دورا رئيسيا في تطوير نظرية ظواهر انبعاثات الإلكترون،اخترع أنبوب فراغ شبكة الشاشة في عام 1915 وأجهزة أشباه الموصلات والفيزياءالتقنية.

## حياتة المبكرة
والد شوتكي كان عالم رياضيات فريدريش هيرمان شوتكي (1851-1935). كان شوتكي لدية شقيقة واحدة وشقيق واحد. عين والده أستاذا للرياضيات في جامعة زيوريخ في عام 1882، ولد والتر شوتكي بعد أربع سنوات من تعيين والده. ثم انتقلت العائلة إلى ألمانيا في عام 1892، حيث عمل والده في جامعة ماربورغ.أكمل شهادة البكالوريوس في الفيزياء في جامعة برلين في عام 1908، وأكمل الدكتوراه في الفيزياء في جامعة هومبولت في برلين في عام 1912، ودرس تحت ماكس بلانك وهاينريش روبنز.

## حياته المهنية
قضى فترة ما بعد الدكتوراه في جامعة ينا (1912-1914). ثم باحث في جامعة فورتسبورغ (1919-1923).أصبح أستاذا للفيزياء النظرية في جامعة روستوك (1923-1927). لفترتين مهمتين من الزمن، عمل شوتكي في مختبرات سيمنز للبحوث(1914-1919 و 1927-1958).

## الإختراعات
في عام 1924اخترع شوتكي الميكروفون. وابتكر فكرة شريط معلق في مجال مغناطيسي يمكن أن تولد إشارات كهربائية. وأدى ذلك إلى اختراع قطار اليوم الحديث لكنه لم يكن عمليا إلا بعد أن أصبحت مغناطيسات التمدد الدائم متوفرة في أواخر الثلاثينات.

## الإنجازات العلمية
- حاجز شوتكي في نظريات الانبعاثات الحرارية والإلكترون.
- انبعاث شوتكي.
- انبعاث الإلكترونيات.
- نظرية أشباه الموصلات في مجال الفيزياء التقنية.

## الجوائز
ميدالية هيوز الجمعية الملكية في عام 1936.

## وصلات خارجية
- Walter Schottky
- Biography of Walter H. Schottky
- Walter Schottky Institut